# 槌之子

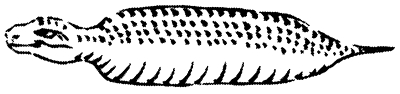
槌之子

槌之子（日语：槌の子、，又稱野槌蛇、土龍），是日本的一種類似蛇的傳說生物，外型類似槌。日本各地都有目擊槌之子的紀錄，日本東北部則稱為苞蛇（日语：バチヘビ）。

## 外部連結
- 幻のツチノコ （页面存档备份，存于）